# 宮本一孝
宮本 一孝（みやもと かずたか、1970年〈昭和45年〉8月6日 - ）は、日本の政治家。大阪府門真市長（2期）。大阪維新の会顧問団代表、日本維新の会常任役員。門真市議会議員（2期）、大阪府議会議員（3期）を務めた。

## 来歴
大阪府門真市元町に生まれる。門真市立門真小学校、門真市立第六中学校、大阪府立四條畷高等学校、関西大学経済学部卒業。
1999年4月、門真市議会議員選挙に初当選した。
2003年、市議に再選。同年より保護司も務めた。
2007年4月の大阪府議会議員選挙に自由民主党公認で立候補し初当選した。
2011年と2015年の府議選は大阪維新の会公認で立候補し、いずれも当選した。
2016年6月7日、門真市長の園部一成が肺がんにより死去。同市では北村和仁副市長が市長職務代理者に就任。7月24日に行われた市長選挙に、宮本は大阪維新の会公認で立候補。同年5月13日付で副市長を退任した川本雅弘（無所属・自民党推薦）を破り、初当選した。投票率は39.38％。 ※当日有権者数：103,580人 最終投票率：36.90%（前回比：+11.61pts）
| 候補者名 | 年齢 | 所属党派     | 新旧別 | 得票数   | 得票率 | 推薦・支持         |
| -------- | ---- | ------------ | ------ | -------- | ------ | ------------------ |
| 宮本一孝 | 45   | 大阪維新の会 | 新     | 24,004票 | 59.67% |                    |
| 川本雅弘 | 61   | 無所属       | 新     | 16,219票 | 40.32% | （推薦）自由民主党 |

2020年7月12日に行われた同選挙で、元市議の堀尾晴真を破り再選。※当日有権者数：101,552人 最終投票率：29.72%（前回比：-7.18pts）
開票結果は、当選 宮本一孝（49歳）大阪維新の会 現 25,040票（84.32%）、堀尾晴真（30歳）日本共産党 新 4655票（15.68%）だった。
2022年9月、日本維新の会の常任役員に就任。
2024年7月7日に行われた同選挙で、元市議の亀井淳を破り3選。※当日有権者数：98,491人 最終投票率：27.65%（前回比：-2.07pts）
開票結果は、当選 宮本一孝（53歳）大阪維新の会 現 20,217票（76.21%）、亀井淳（67歳）日本共産党 新 6,312票（23.79%）だった。

## 政治資金
- 2013年4月に、自民党に所属していた2009年から2010年の間、少なくとも約640万円の寄付金を、自身が代表を務める政党支部と後援会を使って迂回させ、最大約3割の所得税控除を受けていたことが報じられた[13]。この報道を受け、大阪維新の会は同年の門真市長選で宮本を公認しない可能性を示唆し、宮本は出馬を断念した[14]が、2016年の門真市長選では一転して宮本を公認した。